# 名古屋市立なごやか中学校
名古屋市立なごやか中学校（なごやしりつ なごやかちゅうがっこう）は、愛知県名古屋市中村区名駅四丁目の名古屋市立笹島小学校・中学校に併置される名古屋市立の夜間中学校。2025年（令和7年）4月開校。

## 概要

### 校名の由来
校名は108件、95案の公募の中から、小中学生らの投票結果を踏まえ、設置する市名でもある「なごや」を含んだ「なごやか中学校」と命名された。夜間中学校の設立目的でもある、何らかの事情により中学校の授業を受けられなかった生徒が、お互い和を深めながら成長できる場にしたいという思いを込めたという。

### 所在地
学校所在地は、前述のとおり、名古屋市立笹島小学校・中学校の校地内である。同校は名古屋駅に近く、市内全域からのアクセスに優れることから選定された。ただし、同校内の二部学級ではなく、単独の校長を置く「単独校」の形式をとる。

### 生徒
入学対象者は、原則として名古屋市民の学齢期を過ぎているものの義務教育を受けることができなかった者であり、外国籍で本国において義務教育を就学できなかった者、不登校などで義務教育を十分に受けることができなかった者も含まれる。また、定員に余裕がある場合には、不登校などの事情のある中学生の受け入れも検討している。開校前の段階では1学年1クラスの規模を想定しており、基本的には3年間の修業期間を見込んでいる。ただし、最長6年までの在籍を認めることとしている。

## 沿革
前史
- 1952年（昭和27年）4月 - 名古屋市立天神山中学校および名古屋市立東港中学校において、夜間中学が開設される[6]。
- 1967年（昭和42年）3月 - 東港中学校の夜間中学が閉鎖[6]。
- 1969年（昭和44年）3月 - 天神山中学校の夜間中学が閉鎖[6]。
- 1973年（昭和48年）10月 - 愛知県教育・スポーツ振興財団により「中学夜間学級」の事業が開始される[6]。この取り組みには、名古屋市が教員を派遣しており、また、生徒の在籍先として名古屋市立北山中学校を提供している[6]。

設立まで
- 2016年（平成28年）12月 - 義務教育の段階における普通教育に相当する教育の機会の確保等に関する法律が公布される[6]。同法は地方公共団体に対し、夜間中学校の就学機会提供を義務付けた[6]。
- 2021年（令和3年）1月 - 衆議院予算委員会において、当時の菅義偉総理大臣が「今後5年間で全ての都道府県・政令指定都市に夜間中学が少なくとも1つ設置される」と答弁[6]。
- 2023年（令和5年）3月30日 - 市立夜間中学の設置に関する有識者等会議の初回が開催される[7]。
- 2023年（令和5年）12月22日 - 名古屋市教育委員会は、新校名を「なごやか中学校」とすることを発表[2]。
- 2024年（令和6年）12月 - 大府市在住者の夜間中学入学についての覚書を同市と締結[8]。
- 2025年（令和7年）4月 - 開校[3]。

## 参考資料
- 名古屋市教育委員会 (2023年12月). “名古屋市立夜間中学設置基本計画” (PDF). 2024年4月9日閲覧。